# Consultorio médico (Plantersville)
El Consultorio médico era un edificio histórico de oficinas profesionales en Plantersville, Alabama, Estados Unidos.

## Historia y descripción
La estructura de madera de un piso fue construida en una interpretación vernácula de la arquitectura neogriega alrededor de 1850. La estrecha fachada principal tenía tres tramos de ancho, con un porche de un piso con frontón que se extendía por todo el ancho. Una entrada estaba situada en el medio de la bahía, con una ventana a cada lado. El interior contenía una habitación individual. Fue agregado al Registro Nacional de Lugares Históricos el 29 de enero de 1987, como parte del Área de Recursos Múltiples de Plantersville.